# Graham Miles
Pour les articles homonymes, voir Miles.
Graham Miles, né le 11 mai 1941 à Birmingham et mort le 12 octobre 2014, est un ancien joueur de snooker anglais.
Sa carrière est principalement marquée par deux finales dans des tournois majeurs ; au championnat du monde 1974 et au Masters 1976.

## Carrière

### Meilleures années (avant la mise en place du classement mondial)
Miles accède au circuit professionnel en 1971 et connait ses principaux résultats avant la mise en place du classement mondial. L'Anglais est notamment finaliste du championnat du monde à sa première participation, en 1974. Il perd cette finale face au Gallois Ray Reardon, qui s'adjuge à cette occasion son troisième succès dans cette compétition. En 1976, Miles est finaliste au Masters de snooker mais échoue encore contre Reardon. Deux ans plus tard, il est aussi demi-finaliste au championnat du Royaume-Uni, mais s'incline contre un autre Gallois ; Doug Mountjoy. 
Pendant cette période, Miles remporte également pendant deux années consécutives le tournoi de Pot Black (1974 et 1975), ce qui lui permet de se faire connaitre du public.

### Difficultés (après la mise en place du système de classement)
La mise en place d'un système de classement mondial à partir de la saison 1976-1977 le voit figurer parmi les meilleurs joueurs de snooker de la planète, en 5e position, derrière des joueurs comme Ray Reardon, Alex Higgins et Fred Davis. Bien qu'il se maintienne dans le top 16 mondial jusqu'en 1982, le sommet de la carrière de Miles semble loin derrière lui et il ne réalise plus la moindre performance dans les tournois majeurs pendant ces années-là. Il remporte d'ailleurs son dernier tournoi de carrière en 1981 lors du Classique, en battant en finale Cliff Thorburn. 

### Fin de carrière et retraite (1990-1994)
Miles fait sa dernière apparition dans un tournoi de classement lors du Grand Prix de 1990, s'inclinant dès son premier match. Lors des deux saisons suivantes, l'Anglais ne parvient pas une seule fois à franchir les qualifications des tournois auxquels il s'inscrit. Retombé dans les dernières place du classement mondial à la fin de l'année 1994, il décide de mettre un terme à sa carrière, sans essayer de se qualifier pour un dernier championnat du monde. 

## Après le snooker
Après avoir pris sa retraite du snooker professionnel, Miles devient responsable de deux clubs de snooker, à Sandwell et Crewe. En 1997, il s'aligne également dans le tournoi de Pot Black, en catégorie vétéran. 
Miles est mort le 12 octobre 2014, à l'âge de 73 ans.

## Palmarès
| Légende | Catégorie                      | Titres                         | Finales                        |
|         | Tournois classés               | 0                              | 0                              |
|         | Tournois non classés           | 3                              | 6                              |
|         | Tournois par équipes           | 0                              | 2                              |
| Gras    | Tournois de la triple couronne | Tournois de la triple couronne | Tournois de la triple couronne |

### Titres
| Saison    | Nom du tournoi          | Lieu       | Finaliste      | Score | Tableau |
| 1973-1974 | Pot Black               | Birmingham | John Spencer   | [ 5 ] |         |
| 1975-1976 | Pot Black (2)           | Birmingham | Dennis Taylor  | 1-0   |         |
| 1980-1981 | Classique Tolly Cobbolb | Ipswich    | Cliff Thorburn | 5-1   |         |

### Finales
| Saison    | Nom du tournoi                      | Lieu        | Finaliste      | Score | Tableau |
| 1973-1974 | Championnat du monde                | Sheffield   | Ray Reardon    | 12-22 | Tableau |
| 1974-1975 | International Ladbroke              | Inconnu     | Reste du monde | [ 6 ] |         |
| 1975-1976 | Masters                             | Londres     | Ray Reardon    | 3-7   |         |
| 1977-1978 | Pot Black                           | Birmingham  | Doug Mountjoy  | 0-1   |         |
| 1978-1979 | Tournoi international Holsten Lager | Slough      | John Spencer   | 7-11  |         |
| 1978-1979 | Tournoi Pontins                     | Prestatyn   | Doug Mountjoy  | 4-8   |         |
| 1978-1979 | Masters en or                       | Newtownards | Ray Reardon    | 2-4   |         |
| 1979-1980 | Coupe du monde                      | Birmingham  | Pays de Galles | 3-14  |         |